# Zagrebački lokalni izbori 2001.
Lokalni izbori u Zagrebu 2001. godine održani su 21. svibnja 2001., za članove Gradske skupštine Grada Zagreba. Milan Bandić, aktualni gradonačelnik iz redova Socijaldemokratske partije Hrvatske (SDP), koji je na toj funkciji od izbora 2000. godine, predvodio je listu SDP-a.
Od 29 lista koje su sudjelovale na izborima, samo su četiri prešle izborni prag. SDP je osvojio 20 zastupničkih mjesta u skupštini i formirao koaliciju s Hrvatskom narodnom strankom (HNS), koja je osvojila 12 mjesta. Koalicija koju je predvodila Hrvatska demokratska zajednica (HDZ) osvojila je 14 zastupničkih mjesta, dok je nezavisna lista Miroslava Tuđmana osvojila pet. 20. lipnja skupština je ponovno izabrala Milana Bandića za gradonačelnika.

## Rezultati izbora
| Stranke i koalicije                       | Stranke i koalicije                                                                                           | Glasovi | Glasovi | Glasovi     | Mandati | Mandati |
| Stranke i koalicije                       | Stranke i koalicije                                                                                           | Ukupno  | %       | ±pb         | Ukupno  | +/−     |
| ----------------------------------------- | --- | ------- | ------- | ----------- | ------- | ------- |
|                                           | Socijaldemokratska partija Hrvatske (SDP)                                                                     | 73.560  | 27,07%  | +6,09       | 20      | +5      |
|                                           | Hrvatska demokratska zajednica (HDZ) Hrvatska stranka prava (HSP) Hrvatska kršćanska demokratska unija (HKDU) | 54.100  | 19,91%  | +8,31       | 14      | +9      |
|                                           | Hrvatska narodna stranka (HNS)                                                                                | 47.667  | 17,54%  | –1,46       | 12      | +3      |
|                                           | Nezavisna lista Miroslava Tuđmana                                                                             | 20.761  | 7,64%   | nova        | 5       | nova    |
|                                           | Hrvatska seljačka stranka (HSS)                                                                               | 11.289  | 4,16%   | +1,9        | 0       | –2      |
|                                           | Hrvatska socijalno-liberalna stranka (HSLS)                                                                   | 8.820   | 3,25%   | –11,56      | 0       | –10     |
|                                           | Hrvatska stranka umirovljenika (HSU)                                                                          | 8.392   | 3,09%   | u koaliciji | 0       | ±0      |
|                                           | Ostali | 47.105  | 17,34%  |             | 0       |         |
| Ukupno:                                   | Ukupno: | 271.694 |         |             | 51      |         |
| Nevažeći glasovi:                         | Nevažeći glasovi:                                                                                             | 4.550   | 1,65%   |             |         |         |
| Izlaznost:                                | Izlaznost: | 276.359 | 39,79%  | +6,09       |         |         |
| Broj birača:                              | Broj birača:                                                                                                  | 694.586 |         |             |         |         |
|                                           | |         |         |             |         |         |
| Izvor: Izborno povjerenstvo Grada Zagreba | |         |         |             |         |         |

| Postotak glasova   | Postotak glasova   | Postotak glasova | Postotak glasova | Postotak glasova |
| ------------------ | ------------------ | ---------------- | ---------------- | ---------------- |
|                    |                    |                  |                  |                  |
| SDP                | SDP                |                  | 27,07%           | 27,07%           |
| HDZ koalicija      | HDZ koalicija      |                  | 19,91%           | 19,91%           |
| HNS                | HNS                |                  | 17,54%           | 17,54%           |
| NL Miroslav Tuđman | NL Miroslav Tuđman |                  | 7,64%            | 7,64%            |
| HSS                | HSS                |                  | 4,16%            | 4,16%            |
| HSLS               | HSLS               |                  | 3,25%            | 3,25%            |
| HSU                | HSU                |                  | 3,09%            | 3,09%            |
| Ostali             | Ostali             |                  | 17,34%           | 17,34%           |
|                    |                    |                  |                  |                  |

| Postotak mandata   | Postotak mandata   | Postotak mandata | Postotak mandata | Postotak mandata |
| ------------------ | ------------------ | ---------------- | ---------------- | ---------------- |
|                    |                    |                  |                  |                  |
| SDP                | SDP                |                  | 39,22%           | 39,22%           |
| HDZ koalicija      | HDZ koalicija      |                  | 27,45%           | 27,45%           |
| HNS                | HNS                |                  | 23,53%           | 23,53%           |
| NL Miroslav Tuđman | NL Miroslav Tuđman |                  | 9,84%            | 9,84%            |
|                    |                    |                  |                  |                  |

## Poveznice
Dodatak:Popis zagrebačkih gradonačelnika

## Vanjske poveznice
- Službene stranice Grada Zagreba vezane uz izbore